# Vicente Gómez Umpiérrez
José Vicente Gómez Umpiérrez (Las Palmas, 1988. augusztus 31.) spanyol labdarúgó, a Las Palmas játékosa.

## Pályafutása
Az AD Huracán csapatában nevelkedett, majd 2009 nyarán csatlakozott a Las Palmas Atlético együtteséhez. 2010. június 22-én az első keret tagja lett. Szeptember 1-jén debütált a klubban a kupában a Real Valladolid ellen góllal. Három nappal később a bajnokságban is bemutatkozott David González cseréjeként az SD Huesca elleni 0–0-s döntetlennel záruló mérkőzésen. 2011. szeptember 24-én duplázott a Girona ellen. 2012. június 8-án 2016 nyaráig hosszabbított szerződést a klubbal. A 2014–15-ös szezonban a 4. helyen végeztek a bajnokságban, de a rájátszást megnyerték és 13 év után jutottak vissza az élvonalba. 2015. augusztus 22-én az első osztályban az Atlético Madrid ellen mutatkozott be.

## Statisztika
2018. március 31-i állapotnak megfelelőeb.
| Klub       | Szezon   | Bajnokság        | Bajnokság | Bajnokság | Kupa  | Kupa  | Egyéb | Egyéb | Összesen | Összesen |
| Klub       | Szezon   | Bajnokság        | Mérk.     | Gólok     | Mérk. | Gólok | Mérk. | Gólok | Mérk.    | Gólok    |
| ---------- | -------- | ---------------- | --------- | --------- | ----- | ----- | ----- | ----- | -------- | -------- |
| Las Palmas | 2010–11  | Segunda División | 26        | 0         | 1     | 1     | 0     | 0     | 27       | 1        |
| Las Palmas | 2011–12  | Segunda División | 29        | 2         | 1     | 0     | 0     | 0     | 30       | 2        |
| Las Palmas | 2012–13  | Segunda División | 24        | 0         | 5     | 1     | 0     | 0     | 29       | 1        |
| Las Palmas | 2013–14  | Segunda División | 38        | 5         | 1     | 0     | 0     | 0     | 39       | 5        |
| Las Palmas | 2014–15  | Segunda División | 31        | 3         | 2     | 0     | 0     | 0     | 33       | 3        |
| Las Palmas | 2015–16  | La Liga          | 21        | 1         | 5     | 0     | 0     | 0     | 26       | 1        |
| Las Palmas | 2016–17  | La Liga          | 29        | 2         | 1     | 0     | 0     | 0     | 30       | 2        |
| Las Palmas | 2017–18  | La Liga          | 20        | 0         | 3     | 0     | 0     | 0     | 23       | 0        |
| Összesen   | Összesen | Összesen         | 218       | 13        | 19    | 2     | 0     | 0     | 237      | 15       |